# Shunqing
Shunqing är ett stadsdistrikt och säte för stadsfullmäktige i Nanchong i Sichuan-provinsen i sydvästra Kina.